# Secret Garden (série de televisão)
Secret Garden (hangul: 시크릿 가든; rr: Sikeurit Gadeun; MR: Sik'ŭrit Katŭn) é uma série de televisão sul-coreana exibida pela SBS de 13 de novembro de 2010 a 16 de janeiro de 2011, com um total de vinte episódios. É estrelada por Ha Ji-won, Hyun Bin, Yoon Sang-hyun e Kim Sa-rang. Seu enredo principal é centrado na troca de corpos pelos protagonistas.
Secret Garden foi um enorme sucesso de audiência, com uma estimativa de mais de vinte bilhões de wones em termos de efeito econômico. A série venceu diversos prêmios no SBS Drama Awards de 2010 e no Baeksang Arts Awards de 2011, incluindo o de Melhor Drama.

## Enredo
Através de um mal entendido ao tentar resolver um escândalo de seu primo Oska (Yoon Sang-hyun), um cantor famoso, o CEO Kim Joo-won (Hyun Bin) conhece a dublê Gil Ra-im (Ha Ji-won) e se vê chocado com a sua frieza. Ele não entende porque Ra-im está constantemente em sua mente, e então decide frequentar seu ambiente, estabelecendo uma relação entre ambos, ainda que ela o rejeite. Yoon Seul (Kim Sa-rang), primeiro amor de Oska, se estabeleceu na carreira de direção e tem planos com Joo-won. A história toma outro caminho, quando Ra-im e Joo-won magicamente começam a trocar de corpos.

## Elenco

### Elenco principal
- Ha Ji-won como Gil Ra-im

Trabalha como uma dublê para uma escola que contém profissionais do ramo. Embora tenha uma personalidade forte é secretamente solitária. Devido à morte de seu pai quando ainda estava no ensino médio, ela trabalha duro e não gosta de confiar em outras pessoas. Sua única obsessão é Oska, uma famosa estrela da onda coreana. Quando conhece o arrogante CEO Kim Joo-won, inicialmente não gosta dele, entretanto a troca de corpo deles a faz possuir sentimentos confusos.
- Hyun Bin como Kim Joo-won

É o CEO arrogante de uma loja de departamentos de alto padrão. Um trauma de infância fez com que ele tivesse uma memória ruim, além de claustrofobia, fazendo com que não consiga pegar elevadores. Quando conhece Gil Ra-im, fica confuso por não entender porque ela está constantemente em sua mente.
- Yoon Sang-hyun como Choi Woo-young (Oska)

Primo de Joo-won, é uma famosa estrela da onda coreana que está perdendo sua popularidade. Frívolo e de espírito livre, Oska descobre um novo talento em um jovem de nome Tae-sun, desencadeando mudanças em si mesmo.
- Kim Sa-rang como Yoon-seul

Primeiro amor de Oska e noiva de Joo-won. Ela é uma diretora de videos que não está disposta a perdoar Oska, tornando-a empenhada em machucá-lo o máximo possível.

### Elenco estendido
- Lee Philip como Im Jong Soo (diretor)
- Lee Jong-suk como Han Tae-sun
- Yoo In-na como Im Ah-young
- Kim Ji Sook como Moon Yeon-hong
- Park Joon Geum como Moon Boon-hong
- Kim Sung-oh (김성오) como a Secretaria Kim
- Choi Yoon So como Kim Hee-won
- Kim Sung Kyum como Moon Chang-soo
- Lee Byung Joon como Park Bong-ho
- Sung Byung Sook como Park Bong-hee
- Yoon Gi Won como Choi Dong-kyu
- Yoo Seo Jin como Lee Ji-hyun
- Kim Gun como Yoo Jong-heon
- Baek Seung Hee como Park Chae-rin
- Kim Dong Gyoon como diretor

### Participações especiais
- Ryu Sung-hoon como um Gangster
- Kim Mi-kyung como proprietária de um restaurante
- Hwang Seok-jeong como proprietário de sauna seca coreana
- Lee Joon Hyuk como ele mesmo (ep 8)
- Yum Dong-hun como um pervertido na loja de departamento
- Heo Tae-hee como um convidado rude da festa
- Baek Ji Young como ela mesma (ep 13)
- Kim Ye-won como a atriz do vídeo musical de Osaka
- Son Ye-jin como ela mesma (ep 20)
- Song Yoon-ah como ela mesma
- Song Jae-rim como um cantor

## Trilha sonora
| Disco 1 |                          |               |         |  |
| N.º     | Título                   | Artista(s)    | Duração |  |
| 1.      | "That Woman"             | Baek Ji-young | 4:34    |  |
| 2.      | "You are my Spring"      | Sung Si-kyung | 4:29    |  |
| 3.      | "Reason"                 | 4men          | 4:02    |  |
| 4.      | "Here I Am"              | 4men          | 3:55    |  |
| 5.      | "Appear"                 | Kim Bum-soo   | 4:04    |  |
| 6.      | "A Woman"                | BEN           | 4:21    |  |
| 7.      | "I Can't"                | MIIII         | 4:27    |  |
| 8.      | "Scar"                   | BOIS          | 4:11    |  |
| 9.      | "Appear (Ballad ver.)"   | Yoari         | 4:03    |  |
| 10.     | "You are my Everything"  | Jung Ha-yoon  | 3:36    |  |
| 11.     | "Here I Am (Piano ver.)" | MIIII         | 3:55    |  |

| Disco 2 |                         |                   |         |  |
| N.º     | Título                  | Artista(s)        | Duração |  |
| 1.      | "That Man"              | Hyun Bin          | 4:33    |  |
| 2.      | "Tears Stain"           | Yoon Sang-hyun    | 4:17    |  |
| 3.      | "Liar"                  | Yoon Sang-hyun    | 3:33    |  |
| 4.      | "Fairytale"             | Yiruma            | 4:07    |  |
| 5.      | "Watching"              | Yoon Sang-hyun    | 4:30    |  |
| 6.      | "Here I Am(Piano Ver.)" | Yoon Sang-hyun    | 2:13    |  |
| 7.      | "Main Title"            | Duversos Artistas | 1:46    |  |
| 8.      | "Lovely Oscar"          | Diversos Artistas | 1:24    |  |
| 9.      | "Guardian Angel"        | Diversos Artistas | 2:09    |  |
| 10.     | "Mysterious Garden"     | Diversos Artistas | 2:22    |  |
| 11.     | "Love Potion"           | Diversos Artistas | 1:21    |  |
| 12.     | "My Darling Lime"       | Diversos Artistas | 1:31    |  |
| 13.     | "Secret Garden"         | Diversos Artistas | 2:44    |  |
| 14.     | "Confusion"             | Diversos Artistas | 1:26    |  |
| 15.     | "My Daddy"              | Diversos Artistas | 1:52    |  |
| 16.     | "Virgin Love"           | Diversos Artistas | 1:20    |  |

## Recepção
Na tabela abaixo, os números azuis representam as audiências mais baixas e os números vermelhos representam as audiências mais elevadas.
| Episódio | Data de transmissão    | Audiência média | Audiência média              | Audiência média | Audiência média              |
| Episódio | Data de transmissão    | TNmS Ratings    | TNmS Ratings                 | AGB Nielsen     | AGB Nielsen                  |
| Episódio | Data de transmissão    | Em todo o país  | Região Metropolitana de Seul | Em todo o país  | Região Metropolitana de Seul |
| -------- | ---------------------- | --------------- | ---------------------------- | --------------- | ---------------------------- |
| 1        | 13 de novembro de 2010 | 16.1%           | 16.5%                        | 17.2%           | 18.3%                        |
| 2        | 14 de novembro de 2010 | 15.0%           | 15.6%                        | 14.8%           | 16.0%                        |
| 3        | 20 de novembro de 2010 | 17.9%           | 18.9%                        | 18.2%           | 19.8%                        |
| 4        | 21 de novembro de 2010 | 20.0%           | 20.8%                        | 21.5%           | 24.1%                        |
| 5        | 27 de novembro de 2010 | 25.4%           | 26.3%                        | 23.6%           | 25.5%                        |
| 6        | 28 de novembro de 2010 | 25.2%           | 25.6%                        | 20.9%           | 22.9%                        |
| 7        | 4 de dezembro de 2010  | 24.2%           | 24.7%                        | 22.2%           | 24.1%                        |
| 8        | 5 de dezembro de 2010  | 24.6%           | 24.8%                        | 22.3%           | 24.3%                        |
| 9        | 11 de dezembro de 2010 | 27.0%           | 27.8%                        | 24.7%           | 27.0%                        |
| 10       | 12 de dezembro de 2010 | 28.0%           | 28.7%                        | 25.1%           | 27.5%                        |
| 11       | 18 de dezembro de 2010 | 27.0%           | 28.2%                        | 23.7%           | 25.3%                        |
| 12       | 19 de dezembro de 2010 | 28.2%           | 29.2%                        | 24.7%           | 27.3%                        |
| 13       | 25 de dezembro de 2010 | 24.4%           | 25.0%                        | 22.1%           | 23.3%                        |
| 14       | 26 de dezembro de 2010 | 26.5%           | 27.1%                        | 24.1%           | 26.1%                        |
| 15       | 1 de janeiro de 2011   | 23.0%           | 29.3%                        | 26.6%           | 29.5%                        |
| 16       | 2 de janeiro de 2011   | 23.9%           | 29.9%                        | 26.9%           | 29.9%                        |
| 17       | 8 de janeiro de 2011   | 23.8%           | 30.0%                        | 28.1%           | 30.5%                        |
| 18       | 9 de janeiro de 2011   | 27.4%           | 34.1%                        | 30.6%           | 33.0%                        |
| 19       | 15 de janeiro de 2011  | 29.1%           | 35.0%                        | 33.0%           | 35.3%                        |
| 20       | 16 de janeiro de 2011  | 31.4%           | 38.6%                        | 35.2%           | 37.9%                        |
| Média    | Média                  | 24.4%           | 26.8%                        | 24.3%           | 26.9%                        |

## Prêmios e indicações
| Ano  | Prêmio                           | Categoria                                              | Beneficiário                                      | Resultado |
| ---- | -------------------------------- | ------------------------------------------------------ | ------------------------------------------------- | --------- |
| 2010 | SBS Drama Awards                 | Prêmio de Melhor casal                                 | Hyun Bin e Ha Ji-won                              | Venceu    |
| 2010 | SBS Drama Awards                 | Top 10 Estrelas                                        | Hyun Bin                                          | Venceu    |
| 2010 | SBS Drama Awards                 | Top 10 Estrelas                                        | Ha Ji-won                                         | Venceu    |
| 2010 | SBS Drama Awards                 | Prêmio de Popularidade do Internauta - Ator            | Hyun Bin                                          | Venceu    |
| 2010 | SBS Drama Awards                 | Prêmio de Popularidade do Internauta - Atriz           | Ha Ji-won                                         | Venceu    |
| 2010 | SBS Drama Awards                 | Prêmio de Popularidade do Internauta - Drama           | Secret Garden                                     | Venceu    |
| 2010 | SBS Drama Awards                 | Prêmio Top Excelência, Ator em Drama Especial          | Hyun Bin                                          | Venceu    |
| 2010 | SBS Drama Awards                 | Prêmio Top Excelência, Atriz em Drama Especial         | Ha Ji-won                                         | Venceu    |
| 2011 | Baeksang Arts Awards             | Melhor Ator Revelação (TV)                             | Kim Sung-oh                                       | Indicado  |
| 2011 | Baeksang Arts Awards             | Melhor Atriz Revelação (TV)                            | Yoo In-na                                         | Venceu    |
| 2011 | Baeksang Arts Awards             | Melhor Roteiro (TV)                                    | Kim Eun-sook                                      | Venceu    |
| 2011 | Baeksang Arts Awards             | Melhor Diretor (TV)                                    | Shin Woo-chul                                     | Indicado  |
| 2011 | Baeksang Arts Awards             | Melhor Ator (TV)                                       | Hyun Bin                                          | Indicado  |
| 2011 | Baeksang Arts Awards             | Melhor Atriz (TV)                                      | Ha Ji-won                                         | Indicado  |
| 2011 | Baeksang Arts Awards             | Melhor Drama                                           | Secret Garden                                     | Venceu    |
| 2011 | Baeksang Arts Awards             | Grande Prêmio (Daesang) para TV                        | Hyun Bin                                          | Venceu    |
| 2011 | Seoul International Drama Awards | Melhor trilha sonora                                   | "That Woman" - Baek Ji-young                      | Venceu    |
| 2011 | Seoul International Drama Awards | Melhor Roteirista                                      | Kim Eun-sook                                      | Venceu    |
| 2011 | Seoul International Drama Awards | Melhor Diretor                                         | Shin Woo-chul                                     | Venceu    |
| 2011 | Seoul International Drama Awards | Melhor Ator                                            | Hyun Bin                                          | Indicado  |
| 2011 | Seoul International Drama Awards | Melhor Atriz                                           | Ha Ji-won                                         | Indicado  |
| 2011 | Korea Drama Awards               | Melhor Escritor                                        | Kim Eun-sook                                      | Venceu    |
| 2011 | Korea Drama Awards               | Melhor Ator Coadjuvante                                | Kim Sung-oh                                       | Indicado  |
| 2011 | Korea Drama Awards               | Melhor Atriz Coadjuvante                               | Park Joon-geum                                    | Indicado  |
| 2011 | Korea Drama Awards               | Melhor Atriz Coadjuvante                               | Yoo In-na                                         | Indicado  |
| 2011 | Korea Drama Awards               | Melhor Escritor                                        | Ha Ji-won                                         | Indicado  |
| 2011 | Korea Drama Awards               | Melhor Drama                                           | Secret Garden                                     | Venceu    |
| 2011 | Mnet Asian Music Awards          | Melhor Trilha Sonora                                   | "That Woman" - Baek Ji-young                      | Venceu    |
| 2011 | Grimae Awards                    | Melhor Diretor de Iluminação                           | Park Man-chang                                    | Venceu    |
| 2011 | Grimae Awards                    | Melhor Atriz                                           | Ha Ji-won                                         | Venceu    |
| 2011 | Grimae Awards                    | Grande Prêmio (Daesang)                                | Heo Dae-sun, Lee Seung-chun (diretores de câmera) | Venceu    |
| 2011 | Korea Content Awards             | Prêmio do Primeiro-Ministro em matéria de Radiodifusão | Kim Eun-sook                                      | Venceu    |

## Remake
O grupo sul-coreano Big Bang, gravou uma paródia de Secret Garden sob o título de Secret Big Bang, exibido durante o concerto Big Show 2011, tendo sido estrelado por G-Dragon como Ji Ra-im e T.O.P como Kim Joo-tap.
Em 2012 na China, um remake em filme com o mesmo título é lançado, tendo sido estrelado por Wallace Chung, Tan Weiwei e o cantor sul-coreano Kangta. Em 2016, foi produzido uma versão tailandesa da série, estrela por Ananda Everingham e Pimchanok Luevisadpaibul.

## Transmissão internacional
- Em janeiro de 2011, a SBS Contents Hub anunciou que os direitos de transmissão de Secret Garden haviam sido adquiridos por treze países da Ásia e Américas.[15]
- Nas Filipinas, foi ao ar pela GMA Network em 2011 e foi reexibida em 2015. De 17 de outubro a 25 de novembro de 2016, a série voltou a ser exibida na GMA News TV, substituindo Coffee Prince.
- Na Indonésia, foi ao ar na emissora Indosiar em 2011.[16] Em 2015, foi reexibida na mesma emissora substituindo a telenovela mexicana Corazón indomable, sendo exibida conjuntamente com a série sul-coreana Two Mothers. Também tornou-se disponível para transmissão no serviço Iflix com legendas.[17]
- No Japão, foi ao ar pela primeira vez no canal a cabo KNTV de 29 de agosto a 23 de setembro de 2011.[18] Suas transmissões seguiram no canal a cabo BS Premium em 2012[19] e na emissora NHK em 2013.[20]
- No Vietnã, começou a ser transmitido em 29 de outubro de 2012 na emissora HTV2 sob o nome de Khu vườn bí ẩn.
- No Chile, iniciou sua transmissão em 2012 na Etc...TV e na estação-irmã MEGA, sob o nome de Jardín Secreto.
- Nos Estados Unidos, foi dublado em espanhol e foi ao ar no MundoFox com o título de Jardín Secreto.
- Em Cuba, foi ao ar na rede estatal Canal Habana em 2014.[21]
- Na Índia, foi ao ar no canal Puthuyugam TV, a partir de 11 de junho de 2015, dublado e substituindo To the Beautiful You.
- Na Tailândia, foi ao ar no Channel 7 em 15 de dezembro de 2012, em tailandês.[22] A série também tornou-se disponível para transmissão no serviço Iflix com legendas.